# چسانیتی
چسانیتی (به ایتالیایی: Cessaniti) یک کومونه در ایتالیا است که در استان ویبو والنتیا واقع شده‌است.

## خصوصیات
چسانیتی ۱۷٫۹ کیلومترمربع مساحت و ۳٬۵۹۵ نفر جمعیت دارد.